# Меган Мелон
Меган Мелоні (англ. Meggan Mallone) — американська порноакторка.

## Біографія
Народилася в Х'юстоні (штат Техас), має черокське і ірландсько-німецьке походження. Її мати — чистокровна черокі з Оклахоми, дала їй прізвисько «Moonstar». Меган відвідувала старшу школу Ламара в Х'юстоні, де займалася чирлідингом. Після закінчення навчання працювала моделлю. 
Потрапила в порноіндустрію в 2008 році і майже відразу ж підписала контракт з порностудією Vivid Entertainment.
У травні 2008 року з'явилася на обкладинці журналу AVN, а в червні року на обкладинці журналу Hustler.

## Премії і номінації
- 2009 номінація на AVN Award — Найкраща нова старлетка[5]
- 2009 номінація на XBIZ Award — Нова старлетка року
- 2009 номінація на Hot d'or — Найкраща американська акторка
- 2010 номінація на AVN Award — Найкраще виконання стриптизу — Strip Tease[6]